# Leucophora marylandica
Leucophora marylandica este o specie de muște din genul Leucophora, familia Anthomyiidae. A fost descrisă pentru prima dată de Malloch în anul 1920. Conform Catalogue of Life specia Leucophora marylandica nu are subspecii cunoscute.